# 张昭若
张昭若（1931年—），男，河南巩县人，中华人民共和国政治人物，曾任天津市人民政府副市长，天津市政协副主席。